# Krzczonowice
Krzczonowice is een plaats in het Poolse district Ostrowiecki, woiwodschap Święty Krzyż. De plaats maakt deel uit van de gemeente Ćmielów en telt 270 inwoners.
Het dorp ligt op ong. 4 km van Ćmielów, op 11 km van Ostrowiec Świętokrzyski en op 62 km van powiathoofdstad Kielce.